# Vallée de l'Outaouais
La vallée de l'Outaouais est la vallée de la rivière des Outaouais, le long de la frontière entre l'Est de l'Ontario et l'Outaouais québécois, au Canada. La vallée constitue une transition entre les basses-terres du Saint-Laurent et le Bouclier canadien.